# .40 S&W

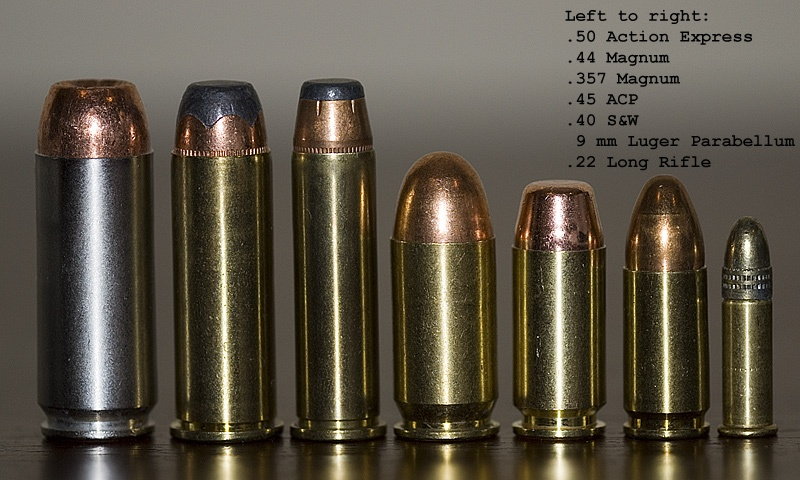
.40 S&W v porovnání s jinými náboji (3. zprava)

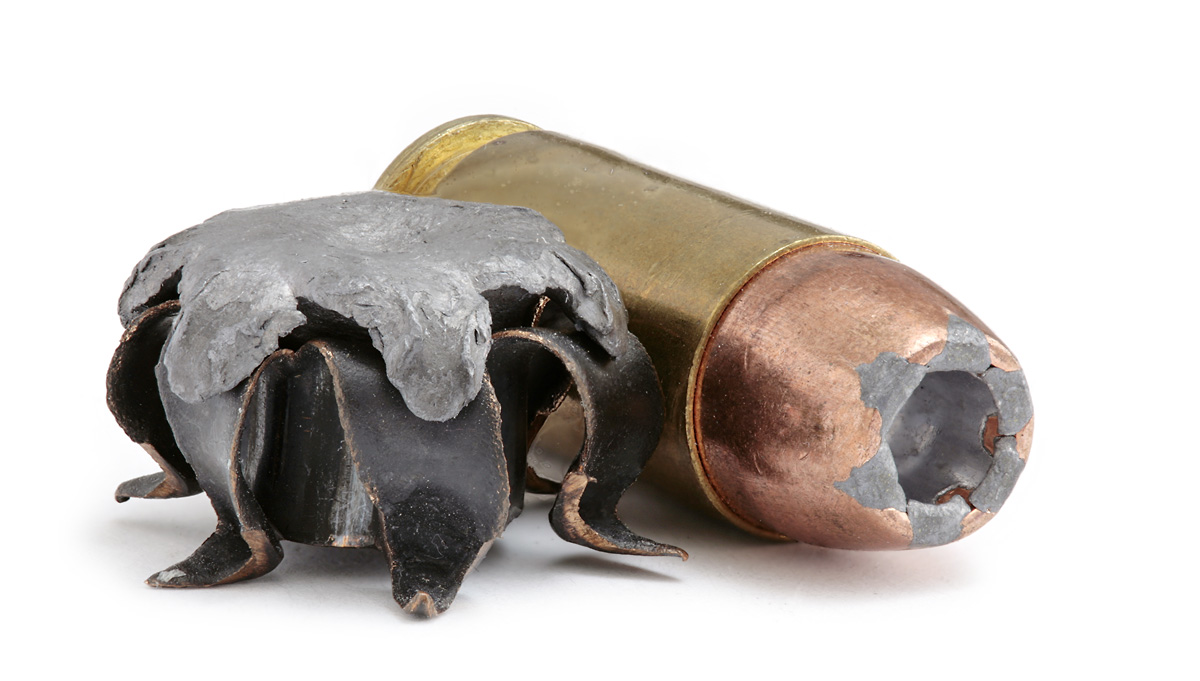
Náboj .40 S&W a deformovaná střela

Pistolový náboj .40 S&W byl vyvinut společně dvěma známými americkými zbrojovkami Winchester a Smith & Wesson. Používá střelu o průměru 10.16 mm (0,4 palce) a jeho hmotnost se pohybuje v rozmezí od 135 do 200 grainů a používá tlak 33000 psi.
Náboj .40 S&W byl představen 17. ledna 1990 spolu s novým modelem pistole Smith & Wesson Model 4006 (ale byl k dispozici o několik měsíců dříve než pistole). Náboj .40 S&W byl vyvinut z náboje 10 mm Auto, který byl používán FBI, ale ukázalo se, že je příliš silný pro některé agenty a v rychlé střelbě nedostatečně přesný.
Vzhledem k tomu, že náboj .40 S&W měl přibližně stejnou délku jako náboj 9 mm Luger, tak mnoho pistolí pro náboj 9 mm Luger mohlo být vyráběno i pro tuto novou ráži.
Díky většímu průměru střely předá při zásahu víc energie a tím dosahuje většího zastavovacího účinku ve srovnání s 9 mm Luger. Navíc použije-li se laborace s podobnou hodnotou úsťové energie, je zde nižší šance, že střela projde skrz útočníka a zraní případnou za ním stojící nezúčastněnou osobu. Oproti 9 mm Luger je nevýhodou o něco nižší kapacita zásobníku, vyšší cena náboje a menší výběr různých výrobních provedení.

## Výkon
Náboj .40 S&W je výkonnější než 9 mm Luger při zachování přesnosti a výkonnější než některé laborace náboje .45 ACP. Jeho úsťová energie závisí na konkrétní laboraci. Různí výrobci mají různé laborace, energie se tedy může lišit.

## Specifikace
- Průměrná hmotnost střely: 150 grainů
- Průměrná úsťová rychlost: 340 m/s
- Průměrná úsťová energie: 550J
- Průměr střely: .40" (10.16 mm)
- Celková délka náboje: 1.135" (28.83 mm)
- Typ zápalky: malá pistolová

## Synonyma názvu
- .40
- .40 cal
- .40 S&W
- .40 Auto
- .40 Short & Wimpy nebo Shitty & Weak
- 10 mm Kurz
- 10mm S&w
- SAA 6325
- EB 380A
- (10 x 21)[1]